# Schönau (Adelsgeschlecht)

Stammwappen derer von Schönau

Schönau, auch Schoenau, ist der Name eines alten elsässischen Adelsgeschlechts mit gleichnamigem Stammhaus am Rhein, östlich von Schlettstadt, das sich im 14. Jahrhundert im Südschwarzwald niederließ und dort die Linien Schönau-Wehr, Schönau-Zell, Schönau-Schwörstadt und Schönau-Oeschgen begründete. Die Linie Schönau-Wehr existiert bis heute.
Die Familie darf nicht mit weiteren gleichnamigen Adelsgeschlechtern verwechselt werden, die aus anderen Gegenden kamen und andere Wappen führten.

## Geschichte

### Herkunft
Das Geschlecht derer von Schönau stammt ursprünglich aus Schœnau nahe Schlettstadt im Elsass und gehört zum unterelsässischen Uradel. Dort befand sich die Motte Schœnau, der älteste und namensgebende Stammsitz der Herren von Schönau. Durch Heirat über die Herren von Stein (bei Häg-Ehrsberg) gelangten die Schönauer an das habsburgische Lehen der Herrschaft Wehr.
Nach Kneschke wird ein Heynes von Schoenau (auch Hyrus) bereits im Jahr 1165 genannt und Babus und Evradus Schönau sollen 1209 Räte bei Herzog Heinrich von Meranien gewesen sein. Erstmals urkundlich erwähnt wird das Geschlecht im Jahre 1214 mit Heinricus de Sconowe als Ritter und Bürger zu Kolmar. Mit ihm beginnt auch die Stammreihe der Familie. Bei der Übertragung der Burg und Stadt Liebeneck bei Würm an die Herren von Weissenstein durch Markgraf Rudolf I. von Baden im Jahr 1263 wird unter den Zeugen die Brüder „Cunrado & Sibottone de Schonowe“ erwähnt. In einer Verkaufsurkunde des Minnesänger Walther von Klingen aus dem Jahre 1269 wird erneut Cunraten von Schönowe genannt. Otto Hupp setzt Heinrich von Schönowe, der zwischen 1320 und 1368 in Urkunden genannt wird, an den Beginn der ununterbrochenen Stammreihe.

### Die Schönau im Elsass
Die Herren von Schönau waren ursprünglich Ministeriale des Bischofs von Straßburg. Schon früh gingen sie aber auch verwandtschaftliche Beziehungen mit führenden Patrizierfamilien in der alten Reichsstadt Straßburg ein. Als Truchsesse des Straßburger Bischofs bekleideten sie ein einflussreiches Hofamt, was die Stellung ihrer Namen in Zeugenreihen bestätigt.
Noch vor Ende des 13. Jahrhunderts schlossen sich Angehörige der Familie anderen aufstrebenden elsässischen Herrschaften und Geschlechtern an. Wichtig wurde die Belehnung aus dem Besitz der Herren zu Rappoltstein. Der Grundbesitz konnte stetig erweitert werden und lag während des 13. Jahrhunderts hauptsächlich zwischen Straßburg und Rufach. Er bestand vor allem aus bischöflich Straßburger Lehen aber auch aus Allodialgütern.
Auch im Markgräflerland, in Schliengen stellten die Herren von Schönau, damals noch zum Ritterstand gehörend, Besitzansprüche wie dies aus einem Rechtsstreit zwischen ihnen und den Herren von Neuenfels aus dem Jahr 1331 hervorgeht. Dabei beanspruchte der Ritter Günter von Schönau die Hälfte des Dorfes und der Gerichtsbarkeit.
Endgültig verloren gingen die elsässischen Besitzungen mit der Französischen Revolution. In der Folge gingen auch die Güter im Fricktal verloren, das 1803 an den Kanton Aargau fiel und damit zur Eingliederung in die Schweizerische Eidgenossenschaft. Die schönauische Herrschaft verlor ihre Grundlagen. Erst nach schwierigen Verhandlungen kam es schrittweise zum Loskauf von Zehnten, Bodenzinsen und anderen Rechten.

### Machtentwicklung im Südschwarzwald

Grabplatte des Komturs Caspar Fidelis von Schönau-Wehr (geb. 1700, † 1774), in der ehem. Konventskirche in Valletta, Malta

Rudolf I. von Schönau, genannt Hürus, war verheiratet mit Margareta vom Stein, Erbtochter des Heinrich vom Stein, der mit seinen Stammesgenossen von Wieladingen, als ministerialis ecclesie Seconiensis, das stiftische Meieramt Säckingens im Fricktal und in der Herrschaft Wehr zu lehen trug. Die Burg Stein, nach welchem sich dieses Geschlecht benannte, lag etwa 10 Kilometer oberhalb von Zell im Nebental des Angenbachs. Somit ging Mitte des 14. Jahrhunderts das Erbe der Herren vom Stein an die Herren von Schönau über. Begünstigt durch die Habsburger und das Damenstift Säckingen entfalteten sich die Herren von Schönau zu einer der führenden und vermögendsten Mächte im Südschwarzwald. Eine Urkunde vom August 1353 nennt Rudolf von Schönau, genannt Hürus, der im Auftrag des Thüring Brandis und dessen Bruders Wölfelin einem Johann der Malterer in Fribourg für ein Darlehen von 300 Mark Silber, welches er den Herren von Brandis gewährte, eine Zahlung von 100 Mark Silber zuzüglich 10 Mark Silber überbrachte.
1363 versuchte sein gleichnamiger Sohn Rudolf II. von Schönau seine Vorherrschaft im Schwarzwald weiter auszubauen, indem er einen Teil einer Pfandschaft über den einträglichen Zoll zu Hauenstein und die Herrschaft Wehr einlöste. Dieser Plan schlug jedoch fehl, denn Herzog Rudolf IV. übergab zunächst den Pfandbrief an die Markgrafen von Sausenberg-Rötteln und schlug ihm dafür „42 pfunt gelts“ auf den Satz auf den Zoll zu Hauenstein und die Herrschaft Wehr. Noch im selben Jahr gelang es Rudolf von Schönau dennoch, seine Macht im Südschwarzwald weiter auszubauen. Walther Fasolt setzte sich bei Otto von Hachberg für „Hürus“ von Schönau ein und erreichte, dass seine Lehen in Niederdossenbach an Rudolf von Schönau weiterverliehen wurden.
Sein Plan, die Herrschaft Wehr zu übernehmen, gelang ihm im Jahre 1365. Herzog Rudolf von Habsburg erlaubte ihm nun, die Herrschaft Wehr für 1800 Gulden von den Markgrafen von Rötteln auszulösen. Darüber hinaus konnte er für 220 Florentiner Goldgulden diverse Rechte in Hasel von Otto von Hachberg erwerben sowie die Rechte von dessen Neffen in Schweigmatt und dem Dorf Gerspach von Peterman von Roggenbach (verm. Rickenbach) auszulösen.
In Herzog Leopold III. von Habsburg (Österreich) scheint Rudolf von Schönau einen Freund in seinen Herrschaftserweiterungsplänen im Südschwarzwald gefunden zu haben. Am 3. Februar 1379 gelang es Rudolf von Schönau, die strategisch wichtige Herrschaft Hauenstein für 3520 Gulden unter seine Vorherrschaft zu bringen, indem er die Pfandschaft über diese Herrschaft auslösen konnte. Auch fand Herzog Leopold gefallen an einem Streitross, welches er von Rudolf von Schönau für 200 Gulden abkaufte und die Kaufsumme auf die Pfandschaftssumme der Herrschaft Hauenstein schlagen ließ. Auf diese Weise folgten noch weitere Kredite der Herren von Schönau an das Haus Habsburg in den Jahren 1379 (400 Gulden) und 1382 (1000 Gulden).

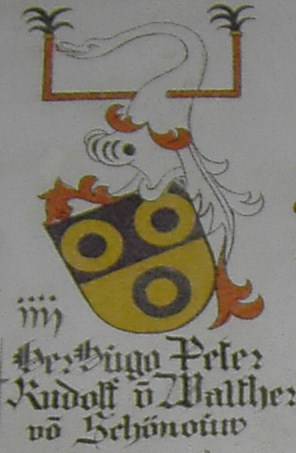
Wappen in der Schlachtkapelle Sempach

Ein schlagartiges Aus für die Herrschaftserweiterungen des Rudolf von Schönau kam mit der Schlacht bei Sempach, in deren Verlauf sowohl Rudolf von Schönau, sein Sohn Hans als auch sein Bruder Walther von Schönau fielen. Noch im Dezember 1386 trat Edelknecht Walther von Schönau, wohl der Sohn des vorgenannten, der ebenfalls den Übernamen Hürus trug, unter anderen als Bürge für einen Kredit der Gräfin Elisabeth von Neuchâtel, Graf Konrad von Freiburg (Landgraf im Breisgau) und Markgraf Rudolf III. von Hachberg-Sausenberg auf. Ein weiterer Indiz dafür, dass das Haus Schönau im 14. Jahrhundert sehr wohlhabend war. Danach traten jedoch finanzielle Schwierigkeiten auf. Anna von Klingenberg, die Witwe des Rudolf von Schönau, musste 1397 aus Geldnot die Pfandrechte über die Herrschaft Hauenstein an den Basler Bürger Jakob Zibol verkaufen. Damit konnte der Finanzbedarf jedoch nur kurzfristig gedeckt werden und so musste sie im Jahre 1400 eine Reihe weiterer Güter, darunter die Feste Nüw Stein (Neuenstein) mit den Dörfern Gerispach (Gerspach), Slechbach (Schlechtbach), Sweyggmatt (Schweigmatt), Kürem (Kürnberg), Reippach (Raitbach), die Mühle in Hasel, den Hof genannt Sattellege, die Höfe Blumberg, Eychenbrunnen (abgegangener Ort bei Glashütten, Schopfheim), Steinegg (Steinighof) und die Steingrube zu Kürnberg für 2000 Goldgulden dem Rudolf III. von Hachberg-Sausenberg verkaufen.
In einer Schuldurkunde des Königs Ferdinand, Erzherzog von Österreich, vom 1. November 1539 über 4000 fl. (rh.) über ein Darlehen, welches ihm Hans Othmar von Schönau gewahr, wird dieser als „Hauptmann der vier Waldstädte am Rhein und Vogt zu Laufenburg“ bezeichnet. Die Summe diente zur Ablösung des Pfandschillings, „so Hans Wolff von Habsberg uff derselben haubtmannschaft und vogtey gehabt.“ Johann Caspar von Schönau erhielt am 6. April 1544 zu Speyer von Kaiser Karl V. das Privileg, mit rotem Wachs zu siegeln (Rotwachsfreiheit). 1558 gerieten das Damenstift Säckingen und Melchior von Schönau in Streit wegen des Burgzinses der beiden Burgen zu Laufenburg. Danach wird berichtet, dass Kaiser Ferdinand von Habsburg-Österreich bei seinem Besuch in Rheinfelden am 9. Januar 1563 sein Nachtquartier beim Junker Ludwig von Schönau aufschlug.
1608 gelang es den Herren von Schönau durch einen Vertrag mit Erzherzog Maximilian die Herrschaft Wehr, die ihnen bis dahin lediglich pfandweise gehörte, sowie ihre eigene Herrschaft Schwörstadt in ein österreichisches Mannslehen umzuwandeln.
Eine Urkunde vom 31. Mai 1683 nennt als Waldvogt den „Frantz Josephs, Freyherren von und zue Schönauw“. Als weitere Urteilssprecher werden genannt: „Baschlin Eckherth vonn Buoch, der fürsprech; Urban Trönlin von Panholz, Hans Martin Gamp von Wihlen, Hans Martin Teuber von Dogeren, Andres Scheffer von Birckhingen, Hans Geörg Dörfflinger von Espach.“
Zeitweise besaßen die Herren von Schönau auch die Pfandschaft über das Örtchen Stetten bei Lörrach. Das Damenstift Säckingen löste die Pfandschaft jedoch im Jahre 1712 zurück. Das heutige Ortswappen von Stetten erinnert noch an die zeitweise Schönau’sche Herrschaft.
Das Amt des Waldvogtes über die Grafschaft Hauenstein ging häufig an die Herren von Schönau. So finden sich über die Jahrhunderte folgende Personen im Amt des Waldvogts aus dem Haus Schönau:
- 1383–1386 Rudolf von Schönau
- 1632–1641 Marx Jakob von Schönau
- 1641–1666 Johann Dietrich von Schönau
- 1668–1683 Franz Joseph von Schönau
- 1729–1755 Franz Anton von Schönau

### Standeserhebungen
Johann Dietrich von und zu Schönau auf Zell im Wiesental, Verwalter der Waldvogtei Hauenstein, wurde zusammen mit seinen Vettern, den Brüdern Johann Ludwig, Domherr in Basel, und Johann Friedrich von und zu Schönau auf Wehr, sowie deren Vetter Franz Reinhard von und zu Schönau auf Schwörstadt am 2. Mai 1668 zu Laxenburg in den Reichsfreiherrenstand mit der Anrede Wohlgeboren erhoben.
Eine französische Anerkennung des Freiherrenstandes (Baronats) für das Gesamtgeschlecht erfolgte am 6. August 1773 zu Compiègne.

## Ämter und Mitgliedschaft in Ritterorden und Reichsritterschaft
Um 1350 wurde den Herren von Schönau das Meieramt der Fürstabtei Säckingen übertragen, das sie bis 1803 ausübten. Im Fürstbistum Basel wurde ihnen Ende des 15. Jahrhunderts das Erbtruchsessenamt übertragen.
Von drei Mitgliedern der Familie ist bekannt, dass sie Mitglieder im Deutschen Ritterorden waren, sechs Mitglieder der Familie waren im Malteserorden. Fidelis Joseph von Schönau-Wehr († 1783) war Komtur im Malteserorden. Die Grabplatte des Komturs Caspar Fidelis von Schönau-Wehr (geb. 1700, † 1774) findet sich in der ehemaligen Konventskirche in La Valletta in Malta.
Zwischen 1750 und 1780 wurden des Weiteren drei Mitglieder zu Großkreuzherren des Ritterordens vom Heiligen Michael.
1752 waren die Freiherren von und zu Schönau, wegen des Besitzes bzw. Teilbesitzes von Wehr und Zell, Mitglied der Reichsritterschaft im Ritterkanton Hegau-Allgäu-Bodensee des schwäbischen Ritterkreises. Im Ritterkreis Unterelsass waren sie wegen Saasenheim immatrikuliert. Außerdem gehörten sie zur vorderösterreichischen Ritterschaft im Breisgau.

## Linien

### Schönau-Laufenburg
Der Hauptmann der vier Waldstädte und Vogt zu Laufenburg Johann Otmar von Schönau heiratete Margarethe Truchseß von Rheinfelden. Er stiftete Mitte des 16. Jahrhunderts die Linie zu Laufenburg. Sie erlosch im Mannesstamm 1633 mit dem Tode von Johann Baptist von Schönau, der zwei seiner Söhne überlebte. Durch die Heirat von Maria Johanna Franziska von Schönau mit Johann Nikolaus Freiherr von Grandmont wurden Grandmonts Nachfolger der Schönau.

### Erbteilung von 1628
1628 teilte sich die Familie in die vier Zweige zu Wehr, Zell, Schwörstadt und Oeschgen, von denen nur die Linie zu Schönau-Wehr bis in die heutige Zeit gelangen konnte. Die vier Brüder und Freiherren Otto Rudolph, Heinrich Hürus, Max Jacob und Hans Hürus von Schönau teilten den Familienbesitz unter sich auf. Otto Rudolph war der Begründer der Linie zu Oeschgen, die 1799 erlosch. Heinrich Hürus begründete die Linie zu Schwörstadt, erloschen 1811, Max Jacob die zu Zell, die 1845 ausstarb, und Hans Hürus war der Begründer der Linie zu Wehr.

#### Schönau-Wehr
Aus der Linie sind bedeutende Angehörige hervorgegangen, die vor allem in badischen Diensten standen. Joseph Anton Xaver Freiherr von Schönau (1773–1839), Sohn von Franz Anton Fidel Freiherr von Schönau aus seiner Ehe mit Sophie von Baden zu Zell, wurde großherzoglich-badischer Kämmerer. Er heiratete am 9. Oktober 1803 Josepha Freiin von Gemmingen-Hagenschieß (1783–1840) und konnte die Linie fortsetzen. Ihr ältester Sohn Adolph Freiherr von Schönau, Herr auf Wehr, Stein, Ober- und Niederschwörstadt, Niederdossenbach, Oeschgen und Weilbach, heiratete 1832 Thecla Freiin von Thurn, Tochter des Thurgauer Regierungsrats Johann Theodor Freiherrn von Thurn zu Berg (1768–1836), Mitglied der Regierung des Kantons Thurgau auf Schloss Berg TG. Aus der Ehe kam unter anderem Freiherr Roderich von Schönau, der großherzoglich badischer Leutnant im 2. Dragonerregiment wurde. Sein Onkel, Rudolph Freiherr von Schönau (1809–1880), war großherzoglich badischer Kammerherr und Hofjägermeister. Er heiratete 1846 Sophie Gulat von Wellenburg (1826–1896), Präsidentin der Abteilung III des Badischen Frauenvereins.

#### Schönau-Oeschgen

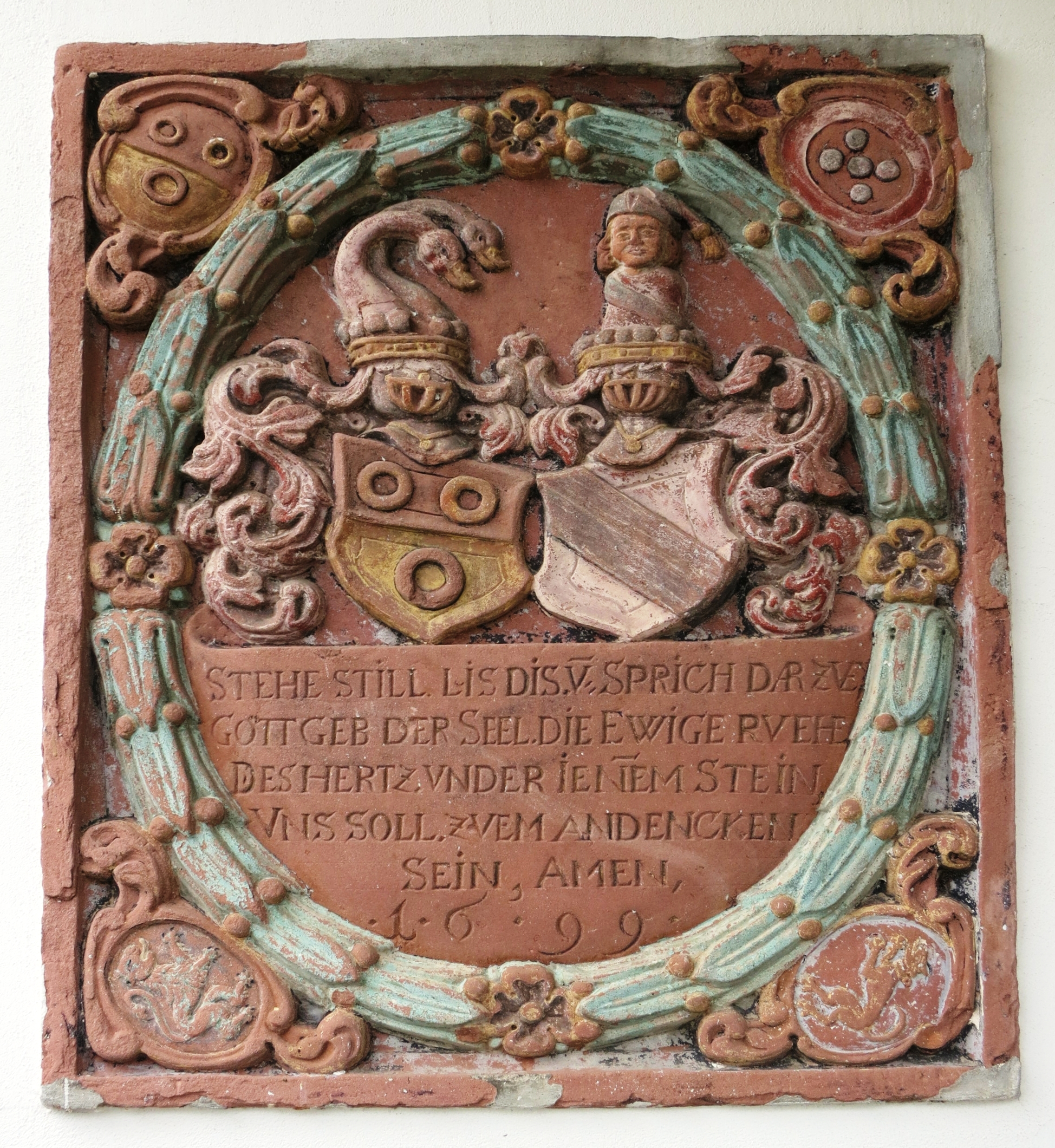
Tafel beim Eingang zur Kirche Oeschgen

Die Herrschaft Schönau über das Dorf Öschgen wird 1735 im Ratsprotokoll der Stadt Breisach erwähnt. In der Loskaufurkunde der Hauensteiner aus der Leibeigenschaft vom 21. Februar 1741 tritt ein Baron Franz Otto von Schönau-Oeschgen als Grossmeier des Fridolinsstift in Säckingen in Erscheinung. Die Urkundenregeste beginnt wie folgt: „Die Aebtissin Maria Josefa zu Säckingen mit ihrem Capitel „von Frauen und Herren“, sodann Baron Franz Otto von Schönau, Herr zu Oeschgen, Wegenstetten, Rippolingen und Obersäkingen, als stiftischer Grosmaier …“

### Freiherr von Schönau (1975)
Wilhelm Freiherr von Schauenburg auf Schwörstadt und Wieladingen, Großneffe und seit 1935 Adoptivsohn des großherzoglich badischen Kammerherrn Hermann Freiherr von Schönau auf Schwörstadt und Wieladingen, erhielt am 5. September 1975 zu Marburg an der Lahn eine adelrechtliche Nichtbeanstandung als Freiherr von Schönau durch Beschluss des Ausschusses für adelsrechtliche Fragen der Deutschen Adelsverbände. Das Wappen ist identisch mit dem Stammwappen des elsässischen Uradelsgeschlechts.

## Wappen
Blasonierung des Stammwappens: Geteilt von Schwarz und Gold, belegt mit drei Ringen (2:1) in gewechselten Farben.
Als Helmzier auf einem Topfhelm zwei Schwanenhälse, der rechte rot, der linke silbern, mit schwarzen Schnäbeln und roten Zungen. Die Helmdecken sind außen silbern und innen rot.
Das Wappen wird seit 1930, seit 1976 mit ausdrücklicher Erlaubnis von Wernher Freiherr von Schönau-Wehr, von der Gemeinde Oeschgen in der Schweiz geführt.

## Burgen und Schlösser der Herren von Schönau
- Motte Schœnau
- Burg Schenkenberg
- Burg Laufenburg
- Burg Werrach
- Burg Rheinsberg
- Trompeterschloss Säckingen
- Altes Schloss Wehr
- Neues Schloss Wehr
- Schloss Schwörstadt
- Schönauer Schlössli Oeschgen

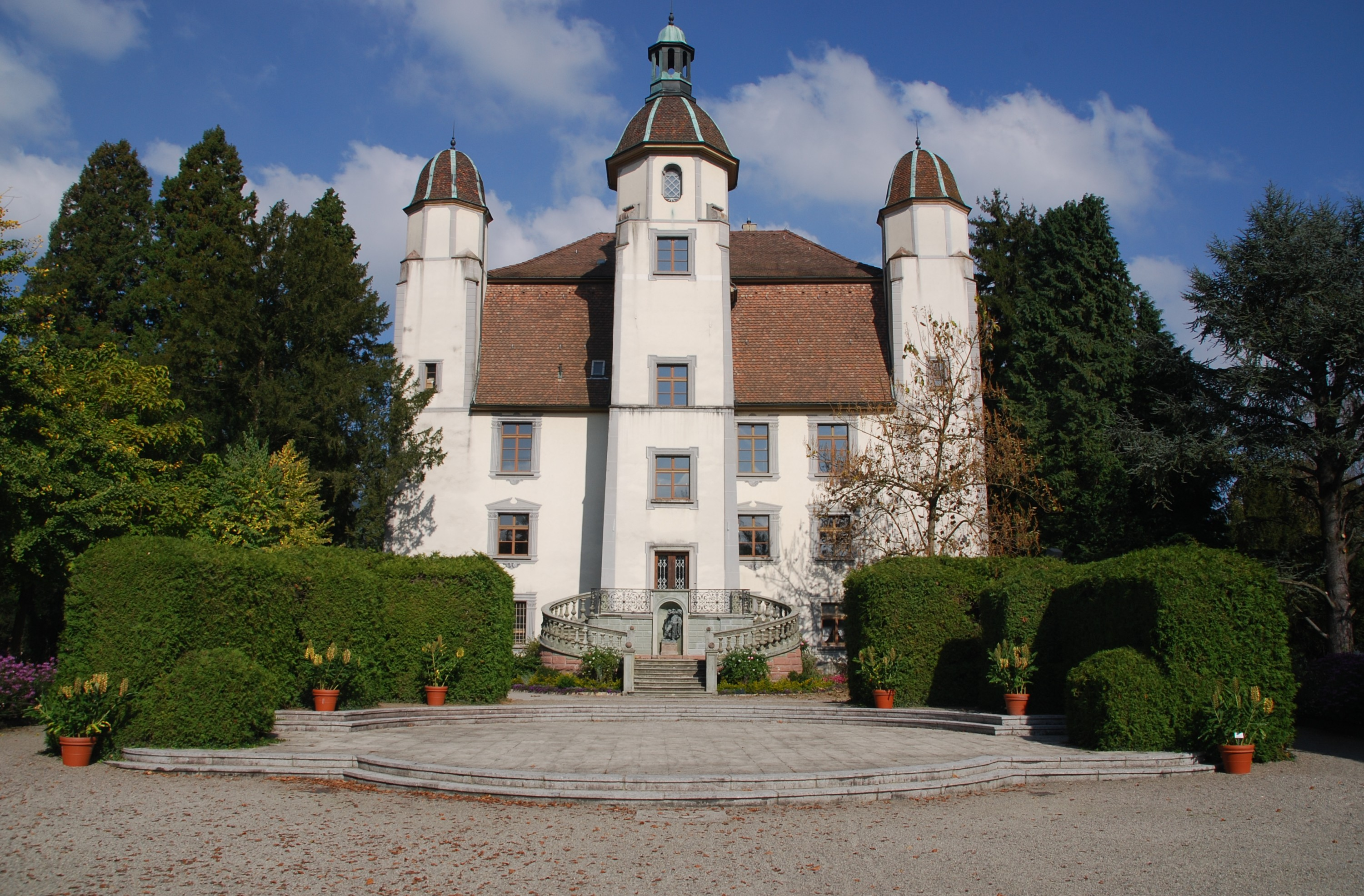
Schloss Schönau, Bad Säckingen
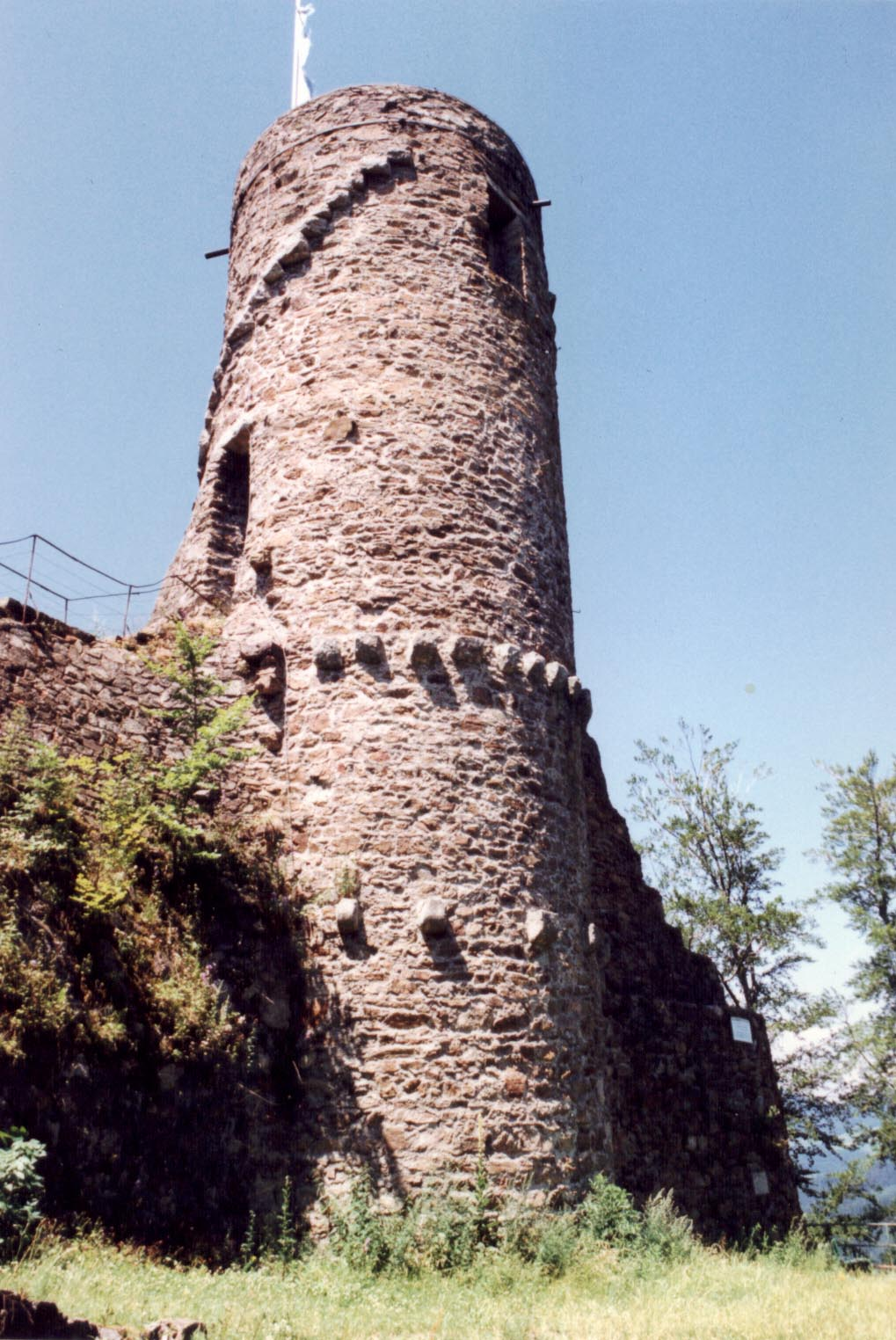
Burg Bärenfels
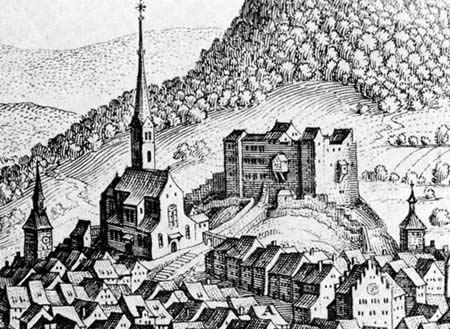
Burg Laufenburg
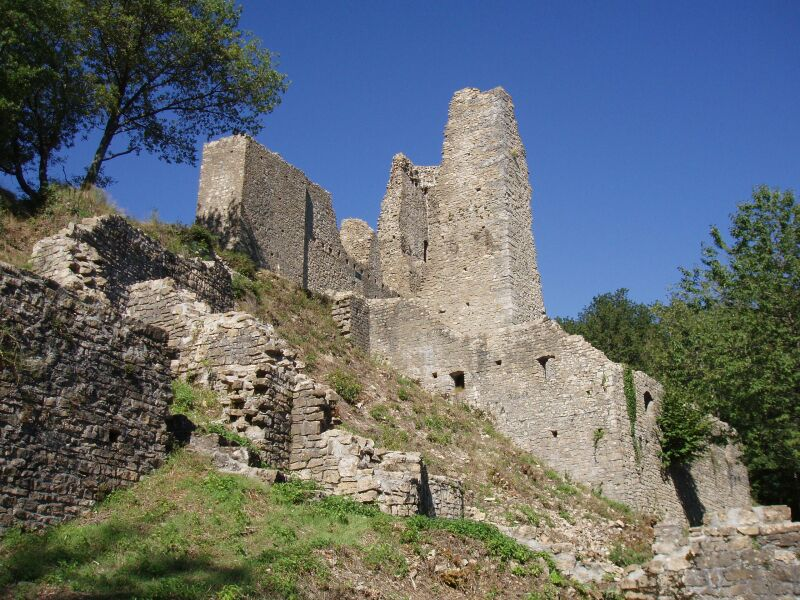
Ruine Schenkenberg

## Bekannte Namensträger
- Salome von Schönau (um 1500), durch die Ehe mit Ferdinand von Freiberg kam sie – vermutlich Ende der 1530er Jahre – vom Oberrhein nach Kißlegg im Allgäu. Sie wurde wegen ihrer kühnen Reitkünste zum Gesprächsthema des südwestdeutschen Adels, wie aus der Zimmerischen Chronik hervorgeht. Nach Salome von Schönau wurde eine schwäbisch-alemannische Fastnachtsfigur, das ‚Reitendele‘ der Narrenzunft Kißlegg, geschaffen.
- Maria Ursula von Schönau (1632–1691), Ehefrau des Franz Werner Kirchhofer (1633–1690), bekannt durch Scheffels episches Gedicht Der Trompeter von Säckingen (dort als „Margaretha“)
- Johann Franz von Schönau-Zell, 1651–1656 Basler Bischof
- Caspar Fidelis von Schönau-Wehr (1700–1774), Komtur von Lage und Herford, lebte hauptsächlich auf der Insel Malta
- Fidelis Joseph von Schönau-Wehr (1733–1783), Komtur des Malteserordens in Hasselt und der Doppelkommende Weißenburg-Bruchsal
- Rudolf von Schönau-Wehr (1809–1880), Leiter der großherzoglich-badischen Hofdomänen
- Max von Schönau-Wehr (1847–1903), preußischer Generalleutnant
- Gunhild von Schönau-Wehr (1891–1981), Malerin